# Sphecomyrma
Sphecomyrma (лат.) — ископаемый род муравьёв из подсемейства Sphecomyrminae, существовавший в меловом периоде примерно 92—79 миллионов лет назад. Первые образцы были собраны в 1966 году и найдены в янтаре, обнаруженном в скалах Клиффвуда (штат Нью-Джерси), Эдмундом Фреем и его женой. В 1967 году энтомологи Э. О. Уилсон, Фрэнк Карпентер и Уильям Л. Браун-младший опубликовали статью, в которой описывался вид Sphecomyrma freyi. Они описали муравья с мозаикой черт — смесью характеристик современных муравьёв и жалящих ос. Он обладал метаплевральной железой, уникальной особенностью муравьев. Кроме того, он был бескрылым и имел петиоль муравьиного вида. Жвалы короткие, осоподобные, всего с двумя зубцами, брюшко сужено, а средние и задние ноги имеют двойные голенные шпоры. Усики по форме находились на полпути между осами и муравьями, с коротким первым сегментом, но с длинным гибким жгутиком. Два дополнительных вида, S. canadensis и S. mesaki, были описаны в 1985 и 2005 годах соответственно.

## История открытия и таксономия

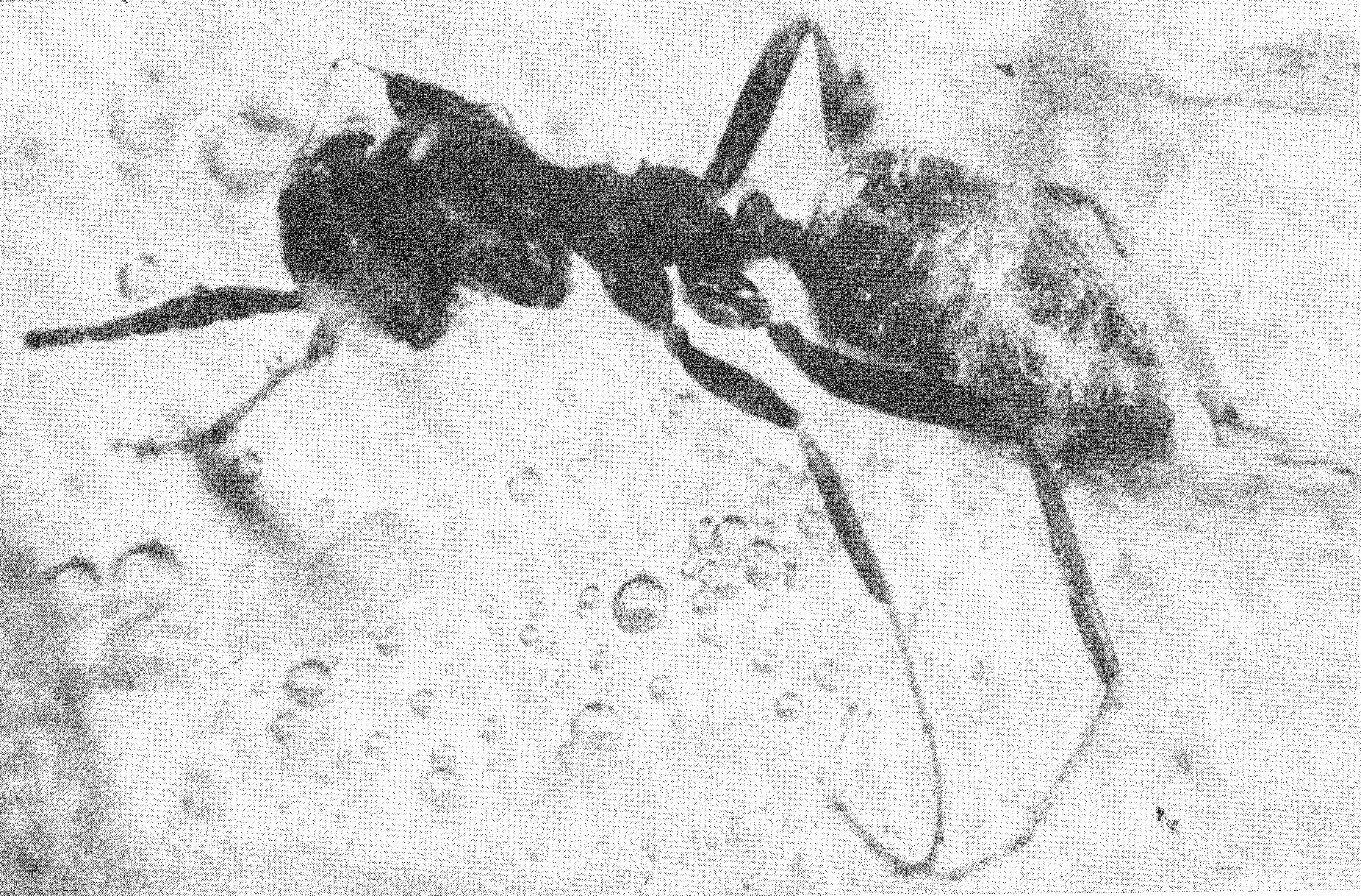
Паратип рабочего S. freyi

До открытия первых фоссилий Sphecomyrma не было никаких свидетельств окаменелостей каких-либо муравьёв из мелового янтаря и самых старых социальных насекомых того времени, относили к эпохе эоцена. Самый ранний известный муравей в то время был описан по переднему крылу, найденному в формации Клэйборн Claiborne Formation в Теннесси. Большое разнообразие окаменелостей муравьев, найденных в балтийском янтаре и флориссантских сланцах в олигоцене и в сицилийском янтаре миоцена, побудило энтомологов искать муравьёв мелового периода, которые могут связывать вместе муравьёв и несоциальных ос. Такая связь может пролить свет на раннее происхождение муравьёв, но окаменелостей каких-либо социальных насекомых не существовало до открытия S. freyi, поэтому ранняя эволюция муравьёв оставалась загадкой. Только одна окаменелость перепончатокрылых из верхнего мелового периода была предметом возможного значения для эволюции жалящих ос и муравьёв. Одно переднее крыло было обнаружено в Сибири и описано в 1957 году как Cretavus sibiricus, при этом автор отмечает, что выступ крыльев очень напоминает таковые у бетилид или сколиидных ос, которые имеют тесную связь с происхождением муравьёв. Однако возникло несколько проблем: поскольку окаменелость представляла собой только одно крыло, учёные не могли объяснить или ответить, имеет ли насекомое ключевые диагностические черты тела, которые даже поместили бы его в субкладу Aculeata.
В 1966 году первые окаменелости S. freyi были собраны Эдмундом Фреем и его женой во время поездки по сбору минералогических образцов в экспозиции Маготи возле пляжа Клиффвуд в заливе Раритан, штат Нью-Джерси. Они нашли большой кусок янтаря тёмно-красного цвета в глине, содержащий множество насекомых, в том числе некоторых двукрылых мух. Примерный возраст окаменелостей восходит к меловому периоду, 92 миллиона лет назад. Дональд Бэрд из Принстонского университета первым уведомил Карпентера о недавнем открытии, и Дэвид Стэджер из Ньюаркского музея организовал передачу образцов для изучения. В то время существование муравьёв мелового возраста было значительным, но муравьи не были обнаружены, поскольку большая часть янтаря вокруг этого места была ранее уже собрана. Открытие подтвердило существование муравьёв в меловом периоде, и внешний вид рабочих очень соответствовал предположениям о том, как выглядели мезозойские муравьи. В результате этих находок Е. О. Уилсон и его коллеги создали новое подсемейство Sphecomyrminae и обозначили род Sphecomyrma (что означает «оса-муравей») как типовой род в статье, опубликованной в 1967 году в журнале Science. Опубликованная статья включает первое описание S. freyi, названного в честь Эдмунда Фрея и его жены. Голотип и паратип вида были собраны и перемещены в Музей сравнительной зоологии, но голотип случайно уничтожен. Тем не менее, неотипический экземпляр под номером AMNH-NJ-112 был собран на площадке недалеко от Брансуика в 1994 году и впоследствии передан в дар музею. Голотип был уничтожен, потому что янтарь случайно раскололся пополам, отделяя двух рабочих друг от друга, а затем хранился в деревянном  открытом ящике вместе с другими ископаемыми насекомыми в течение 30 лет; со временем изделие испортилось, стало более тёмным и потрескавшимся.

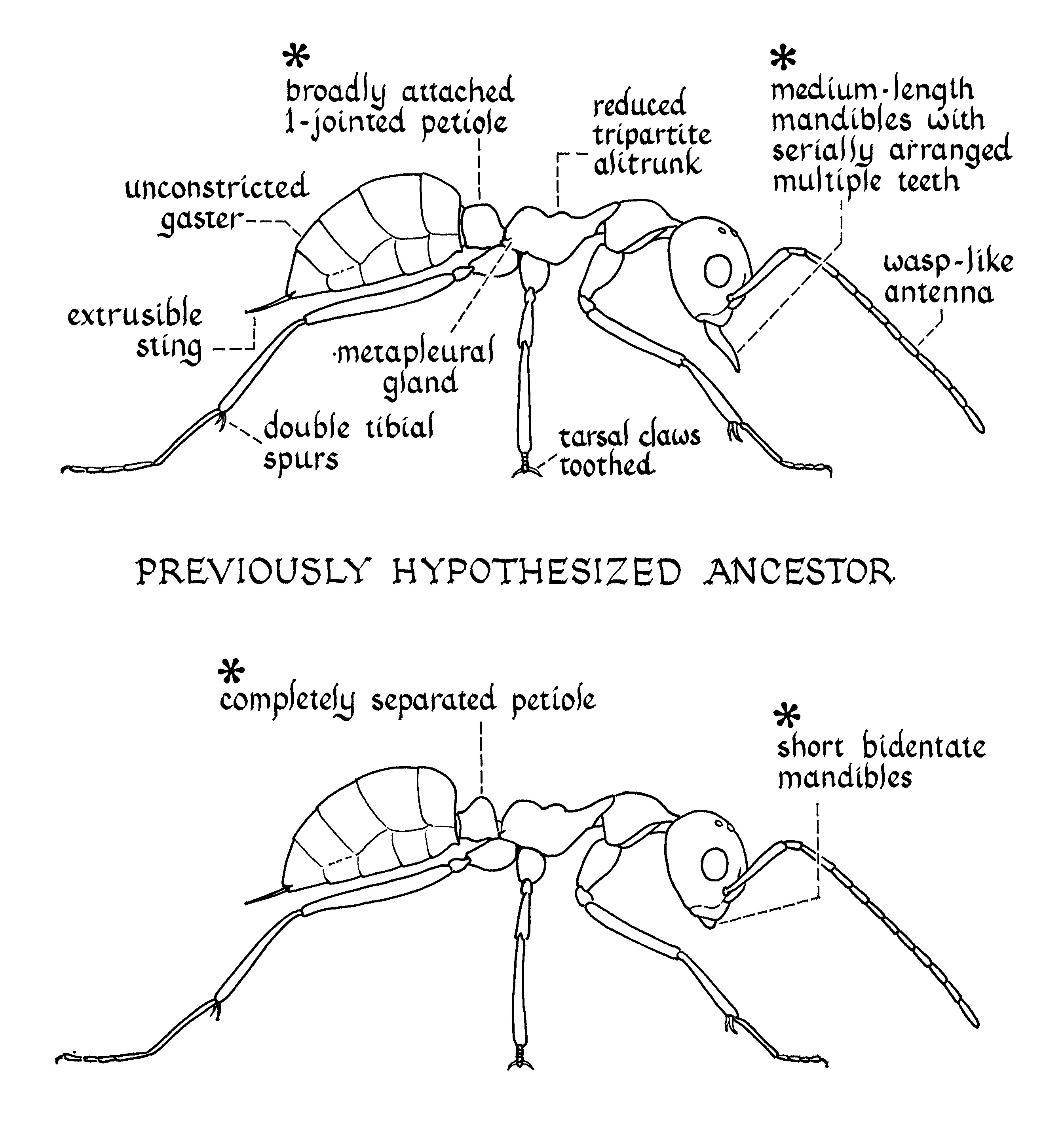
Гипотетический предок (сверху) и S. freyi (снизу)

S. freyi оставался единственным представителем рода Sphecomyrma до тех пор, пока в 1985 году в отложениях канадского янтаря не была обнаружена окаменелость, очень похожая на этот вид. Уилсон представил первое описание окаменелости, назвав её S. canadensis. Он отмечает, что близкое сходство этих фоссилий с S. freyi по ключевым характеристикам убедительно подтверждает его включение в Sphecomyrminae. Он также отмечает, что эти образцы являются первыми муравьями, обнаруженными в канадском янтаре, но огромное разнообразие насекомых было обнаружено в янтаре ещё до этого открытия, начиная с XIX века. Обнаружение образцов из Канады указывает на то, что это подсемейство было широко распространено в большей части северного полушария в конце мелового периода. Однако, в 2017 году после дополнительного изучения типового материала вид Sphecomyrma canadensis был выделен в отдельный род Boltonimecia и вместе с родом Zigrasimecia в отдельную трибу Zigrasimeciini. Более того, в 2020 году триба Zigrasimeciini получила статус отдельного подсемейства Zigrasimeciinae.
В 2005 году новые фоссилии неописанных представителей рода Sphecomyrma и S. freyi были собраны на обнажении White Oaks в Сейревилле, штат Нью-Джерси. Позднее эти образцы были переданы в дар Американскому музею естественной истории (Нью-Йорк) и изучены палеоэнтомологами Майклом Энгелем и Дэвидом Гримальди, которые оба представили первое описание неописанного ранее муравья в статье в журнале American Museum Novitates, назвав его Sphecomyrma mesaki. Возраст этих фоссилий оценивается от 79 до 92 миллионов лет.
В 1987 году российский палеоэнтомолог Геннадий М. Длусский поднял подсемейство на уровень семейства, переименовав его в Sphecomyrmidae, чтобы вместить Sphecomyrma и других ископаемых насекомых, которых он изучал по всему Советскому Союзу. Это размещение было недолгим, поскольку Уилсон с новыми морфологическими данными возвратил семейство обратно на уровень подсемейства, и все изученные меловые муравьи были помещены в Sphecomyrma или Cretomyrma. Однако Длусский и российский палеоэнтомолог Елена Федосеева сохранили свою классификацию, а Sphecomyrma осталась в группе Sphecomyrmidae. Причины заключались в том, что первые сегменты антенны были слишком короткими, чтобы быть коленчатыми (изогнутыми), а также в строении жвал. Поскольку коленчатые антенны допускают манипуляции с расплодом и пищей или даже общение, невозможно отнести Sphecomyrma и их родственников к муравьям. Несмотря на примечания авторов, они не цитировали никаких исследований того, как муравьи манипулируют предметами и тому подобным с помощью своих антенн, но они, возможно, имели в виду, что вершины антенн могли быть слишком далеко от челюстей. Близкое расстояние их верхушек от жвал позволило бы манипулировать пищей или усиками с другими соплеменниками. Другой вопрос заключался в том, присутствует ли метаплевральная железа, уникальная особенность, встречающаяся только у муравьёв. Несмотря на это и предыдущие утверждения Длусского о том, что сфекомирмины, включая Sphecomyrma, скорее всего, были одиночными или субсоциальныыми, подтвержденное существование метаплевральной железы благодаря недавно собранным окаменелостям подтверждает, что Sphecomyrma и родственники были определённо социальными. В конечном итоге Sphecomyrma и подсемейство восстановили в качестве членов Formicidae в 1997 году, хотя некоторые источники, опубликованные до 1997 года, официально не распознавали Sphecomyrminae на уровне семейства. Дополнительные сомнения относительно природы Sphecomyrma и родственников возникли, когда в статье 1999 года был сделан вывод о том, что ископаемые муравьи, найденные в меловом янтаре в Нью-Джерси, были ближе к осам, чем к муравьям. Это было быстро отклонено из-за неопровержимых доказательств, подтверждающих их размещение внутри Formicidae, и того факта, что авторы цитировали неопубликованные кладограммы и игнорировали ключевые диагностические признаки (синапоморфии), обнаруженные у муравьёв.

### Эволюция

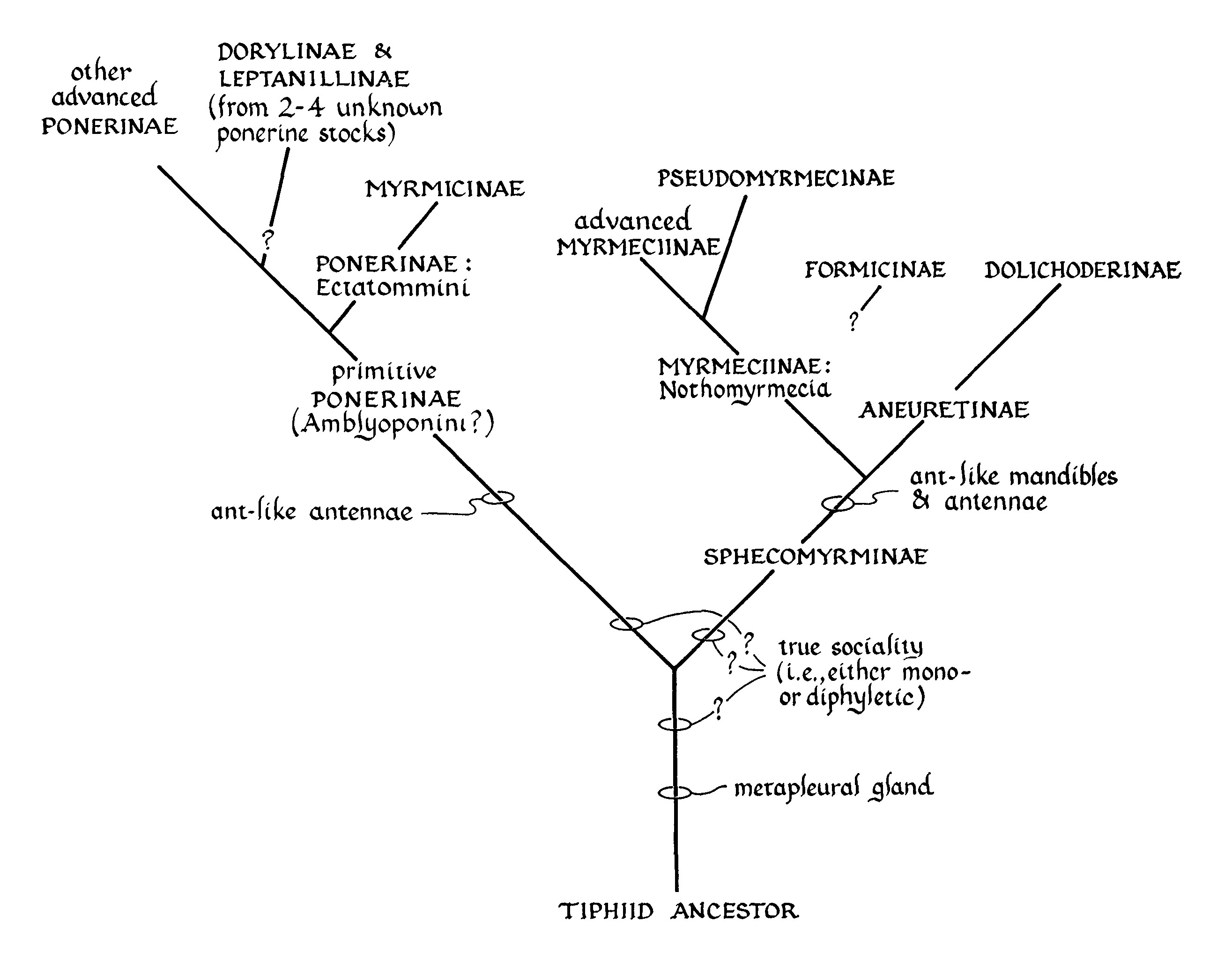
Оригинальная гипотетическая кладограмма 1967 года, показывающая размещение Sphecomyrma с осами Tiphiidae в качестве потенциального предка

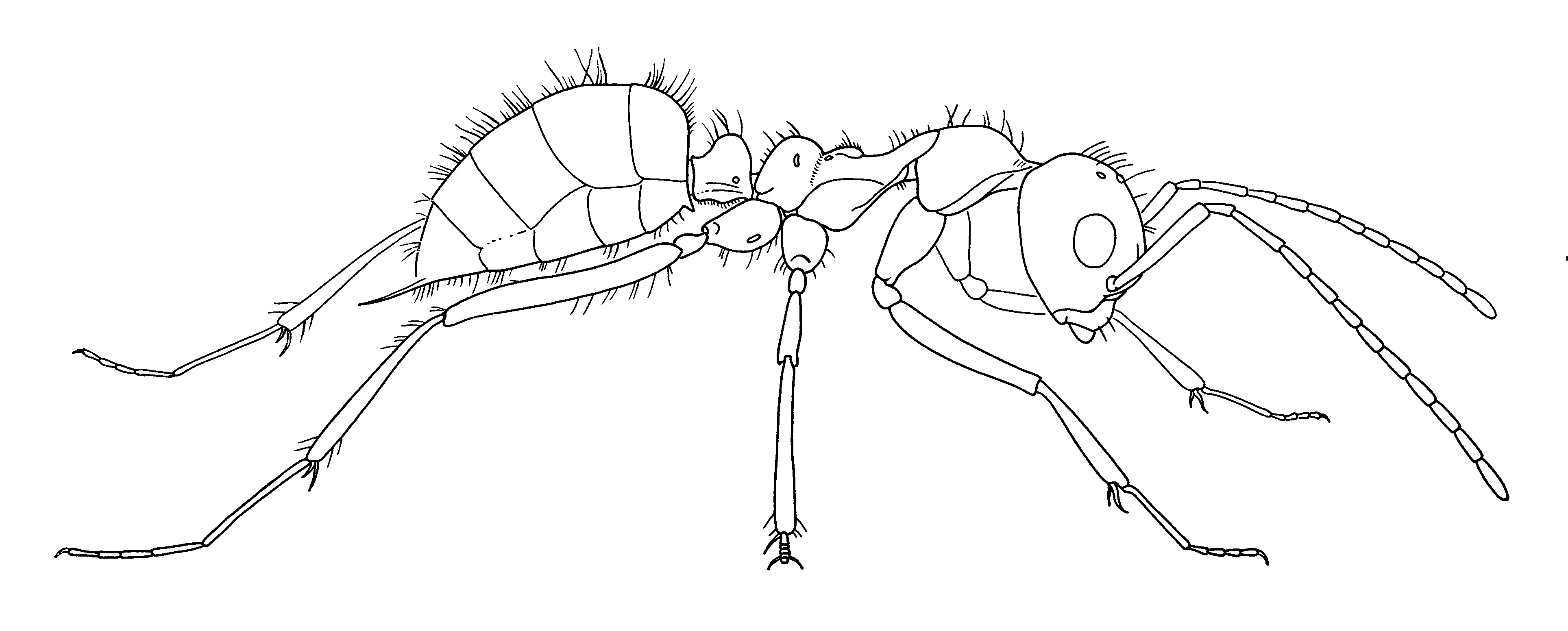
Рисунок рабочего S. freyi

Муравьи этого рода считаются наиболее примитивными в семействе Formicidae. Тело представляет собой структуру, похожую на осиную фигуру, но с несколькими муравьинными характеристиками. Эти муравьеподобные характеристики, однако, примитивны по сравнению с более современными муравьями и, таким образом, являются промежуточными по сравнению с другими примитивными муравьями и осами. Присутствие метаплевральной железы, узловатой формы петиоля и общий внешний муравьиный вид приводят к выводу, что виды Sphecomyrma — это скорее муравьи, чем осы; отсутствие метаплевральной железы означало бы, что это, скорее всего, оса, а не муравей. Точно не известно, какая группа ос является предками Sphecomyrma, но члены семейства Thynnidae, особенно представители рода Methocha, поразительно похожи на Sphecomyrma. Уилсон сначала поместил этот род в кладограмме среди существующих ос наиболее близко к Tiphiidae, но в более позднем исследовании, опубликованном в 1975 году, муравьи были выведены из более поздней клады, а не от Tiphiidae. В последнее время считается, что муравьи (включая Sphecomyrma) произошли от линии внутри жалящих ос, и исследование 2013 года предполагает, что они являются сестринской группой Apoidea, а сестринской группой этой линии, вероятно, являются Scoliidae.
В настоящее время филогенетический анализ признаёт Sphecomyrma как сестринскую группу современных муравьёв, что означает, что это их стем-группа.

## Описание
Sphecomyrma можно отличить от других муравьёв по их чрезвычайно примитивному строению тела, маленьким узким осоподобным мандибулам, короткому скапусу (базальный сегмент усика) и исключительно длинному жгутику, который в четыре раза длиннее скапуса. Шов (рисунок неглубоких бороздок на голове) хорошо развит, вертлуг (проксимальный конец бедра) отсутствует. Петиоль (сегмент между мезосомой, средней частью тела и брюшком) имеет куполообразный узелок и отделен перетяжками от проподеума (первого абдоминального сегмента) и частей метасомы (задней части тела). Кутикула (внешний экзоскелет тела) не имеет скульптирования и покрыта либо разбросанными, либо редкими сетами, которые представляют собой различные типы щетинок или волосковидных структур. Строение тела показывает, что Sphecomyrma были муравьями среднего размера. Известно, что у рабочих есть жало.
Длина S. freyi около 4 мм. Усики 12-члениковые с коротким скапусом. Второй членик жгутика длиннее всех остальных. Общие размеры второго вида (S. mesaki) немного больше, но точные параметры установить не представляется возможным, так сохранились не все части его тела.

### Комментарии
1. ↑  В статье 1928 года, написанной американским палеоэнтомологом Фрэнком М. Карпентером, описанная им окаменелость переднего крыла предположительно была найдена в формации Уилкокс Wilcox Formation, но он неправильно определил это место. Ископаемое на самом деле было найдено в формации Клэйборн Claiborne Formation[1]
2. ↑  Современные источники определяют возраст в 80 млн лет[6].
3. ↑  Окаменелости были первыми описанными муравьями мелового периода, но не первыми открытыми. Два кусочка янтаря, среди которых были окаменелые ручейник и муравей, были помечены как «resine succinique de 'ile d'Aix Charente inférieure» и сохранены в Музее естественной истории в Париже. Муравей был заключен в шарантийский янтарь и собран не позднее 1870 года, оставаясь неописанным в течение как минимум 150 лет, пока его не обнаружили заново. Окаменелость была названа "Dolichoformica helferi" Гримальди и Энгелем в 2005 году, которые причислили её к муравьям краун-группы, которые могут быть промежуточными с Dolichoderinae или Formicinae[7]